# Sidi Bouzid Est (delegación)
Sidi Bouzid Est es una delegación de la gobernación de Sidi Bouzid en Túnez. En abril de 2014 tenía una población censada de 49 450 habitantes.
Se encuentra ubicada en la zona central del país, sobre la cordillera del Atlas.